# Evgenij Novikov
Evgenij Maksimovič Novikov (in russo Евгений Максимович Новиков?; Mosca, 19 settembre 1990) è un pilota di rally russo.

## Carriera
Ha iniziato a correre all'età di dieci anni nei kart partecipando ad eventi in diverse località d'Europa, mentre a tredici anni ha cominciato a partecipare ai rally in qualità di navigatore per il padre in alcune competizioni regionali e nazionali. All'età di quindici anni ha intrapreso la sua carriera di pilota di rally, vincendo nel 2006 la coppa di Russia. Nel 2007 è giunto secondo nel campionato russo e in quello estone.
Sempre nel 2007 ha fatto il suo debutto nel campionato mondiale rally in occasione del Rally del Galles, mentre nel 2008 ha corso come pilota del campionato mondiale produzione concludendo in 13ª posizione nella relativa classifica, con un secondo posto di classe ottenuto in Giappone.
Nel 2009 ha disputato la maggior parte degli eventi del mondiale con una Citroën C4 WRC del team Citroën Junior, finendo a punti nel Rally di Sardegna. Dopo aver trascorso la stagione 2010 nel campionato russo, nel 2011 è tornato nuovamente al mondiale alla guida una Ford Fiesta RS WRC del team M-Sport eccetto che per gli ultimi due rally, nei quali ha condotto una Citroën DS3 WRC e poi di nuovo una Fiesta con il Team Abu Dhabi; in queste due ultime prove stagionali ha ottenuto gli unici piazzamenti a punti dell'anno con due settimi posti.
Nel 2012 ha continuato a correre con il team M-Sport, salendo sul podio in Portogallo e in Sardegna, in entrambi i casi come secondo classificato; con i risultati ottenuti ha chiuso al sesto posto in classifica. Nella stagione 2013 gareggia nuovamente con il team M-Sport.

## Risultati nel mondiale rally

### WRC
| 2007 | Scuderia | Vettura                |  |  |  |  |  |  |  |  |  |  |  |  |  |  |  |     | Punti | Pos. |
| ---- | -------- | ---------------------- |  |  |  |  |  |  |  |  |  |  |  |  |  |  |  | --- | ----- | ---- |
| 2007 |          | Subaru Impreza WRX STi |  |  |  |  |  |  |  |  |  |  |  |  |  |  |  | Rit | 0     |      |

| 2008 | Scuderia | Vettura                                      |  |  |  |     |  |  |    |     |  |  |     |  |  |    |     |  | Punti | Pos. |
| ---- | -------- | -------------------------------------------- |  |  |  | --- |  |  | -- | --- |  |  | --- |  |  | -- | --- |  | ----- | ---- |
| 2008 |          | Subaru Impreza WRX STi Mitsubishi Lancer Evo |  |  |  | Rit |  |  | 35 | Rit |  |  | Rit |  |  | 11 | Rit |  | 0     |      |

| 2009 | Scuderia            | Vettura        |  |    |     |     |  |   |    |   |     |  |     |  |  |  |  |  | Punti | Pos. |
| ---- | ------------------- | -------------- |  | -- | --- | --- |  | - | -- | - | --- |  | --- |  |  |  |  |  | ----- | ---- |
| 2009 | Citroën Junior Team | Citroën C4 WRC |  | 11 | Rit | Rit |  | 5 | 15 | 9 | Rit |  | Rit |  |  |  |  |  | 4     | 13º  |

| 2011 | Scuderia                               | Vettura                            |  |     |  |  |    |  |    |     |  |     |    |   |   |  |  |  | Punti | Pos. |
| ---- | -------------------------------------- | ---------------------------------- |  | --- |  |  | -- |  | -- | --- |  | --- | -- | - | - |  |  |  | ----- | ---- |
| 2011 | Stobart M-Sport Ford RT Team Abu Dhabi | Ford Fiesta RS WRC Citroën DS3 WRC |  | Rit |  |  | 14 |  | 20 | Rit |  | Rit | 24 | 7 | 7 |  |  |  | 12    | 17º  |

| 2012 | Scuderia         | Vettura            |    |   |     |   |   |     |   |    |     |   |   |   |    |  |  |  | Punti | Pos. |
| ---- | ---------------- | ------------------ | -- | - | --- | - | - | --- | - | -- | --- | - | - | - | -- |  |  |  | ----- | ---- |
| 2012 | M-Sport Ford WRT | Ford Fiesta RS WRC | 53 | 5 | Rit | 2 | 8 | Rit | 4 | 36 | Rit | 6 | 7 | 2 | 10 |  |  |  | 88    | 6º   |

| 2013 | Scuderia          | Vettura            |     |   |    |   |   |    |     |   |    |    |   |   |     |  |  |  | Punti | Pos. |
| ---- | ----------------- | ------------------ | --- | - | -- | - | - | -- | --- | - | -- | -- | - | - | --- |  |  |  | ----- | ---- |
| 2013 | Qatar M-Sport WRT | Ford Fiesta RS WRC | Rit | 9 | 10 | 4 | 4 | 92 | Rit | 6 | 10 | 73 | 5 | 5 | 193 |  |  |  | 69    | 7º   |

| Legenda | 1º posto | 2º posto | 3º posto | A punti | Senza punti | Ritirato | Squalificato | NP=Non partito C=Gara cancellata | Apice=Power stage |

### P-WRC
| 2008 | Scuderia | Vettura                                         |  |  |  |     |  |  |    |     |  |  |     |  |  |   |     |  | Punti | Pos. |
| ---- | -------- | ----------------------------------------------- |  |  |  | --- |  |  | -- | --- |  |  | --- |  |  | - | --- |  | ----- | ---- |
| 2008 |          | Subaru Impreza Sti N12 Mitsubishi Lancer Evo IX |  |  |  | Rit |  |  | 15 | Rit |  |  | Rit |  |  | 2 | Rit |  | 8     | 13º  |

| Legenda | 1º posto | 2º posto | 3º posto | A punti | Senza punti | Ritirato | Squalificato | NP=Non partito C=Gara cancellata | Apice=Power stage |